# SA Tennis Open
Az SA Tennis Open  egy szabadtéri kemény borításon megrendezett férfi tenisztorna, amelyet minden év februárjában rendeznek meg  Johannesburgban, Dél-Afrikában. A verseny az ATP World Tour 250 Series része, az összdíjazása 442 500 dollár. A verseny 1976 óta kerül megrendezésre, pénzhiány miatt azonban 1995 és 2008 között nem rendezték meg.
Eredetileg South African Open néven volt megrendezve, 2009-től azonban átnevezték SA Tennis Open névre. 2012-ben kikerült, az ATP versenynaptárából.

## Döntők

### Egyes
| Év          | Győztes              | Ellenfél a döntőben  | Eredmény a döntőben     |
| ----------- | -------------------- | -------------------- | ----------------------- |
| 2012        | elmaradt             | elmaradt             | elmaradt                |
| 2011        | Kevin Anderson       | Szomdev Devvarman    | 4-6, 6-3, 6-2           |
| 2010        | Feliciano López      | Stéphane Robert      | 7-5, 6-1                |
| 2009        | Jo-Wilfried Tsonga   | Jérémy Chardy        | 6-4, 7-6(5)             |
| 2008 - 1996 | elmaradt             | elmaradt             | elmaradt                |
| 1995        | Martin Sinner        | Guillaume Raoux      | 6-1, 6-4                |
| 1994        | Markus Zoecke        | Hendrik Dreekmann    | 6-4, 6-1                |
| 1993        | Aaron Krickstein     | Grant Stafford       | 6-3, 7-6                |
| 1992        | Aaron Krickstein     | Alexander Volkov     | 6-4, 6-4                |
| 1991        | elmaradt             | elmaradt             | elmaradt                |
| 1990        | elmaradt             | elmaradt             | elmaradt                |
| 1989        | Christo van Rensburg | Paul Chamberlin      | 6-4, 7-6, 6-3           |
| 1988        | Jakob Hlasek         | Christo van Rensburg | 6-7, 6-4, 6-1, 7-6      |
| 1987        | Pat Cash             | Brad Gilbert         | 7-6, 4-6, 2-6, 6-0, 6-1 |
| 1986        | Amos Mansdorf        | Matt Anger           | 6-3, 3-6, 6-2, 7-5      |
| 1985        | Matt Anger           | Brad Gilbert         | 6-4, 3-6, 6-3, 6-2      |
| 1984        | Eliot Teltscher      | Vitas Gerulaitis     | 6-3, 6-1, 7-6           |
| 1983        | Johan Kriek          | Colin Dowdeswell     | 6-4, 4-6, 1-6, 7-5, 6-3 |
| 1982        | Vitas Gerulaitis     | Guillermo Vilas      | 7-6, 6-2, 4-6, 7-6      |
| 1981        | Vitas Gerulaitis     | Jeff Borowiak        | 6-4, 7-6, 6-1           |
| 1980        | Kim Warwick          | Fritz Buehning       | 6-2, 6-1, 6-2           |
| 1979        | Jose Luis Clerc      | Deon Joubert         | 6-2, 6-1                |
| 1978        | Tim Gullikson        | Harold Solomon       | 2-6, 7-6, 7-6, 6-7, 6-4 |
| 1977        | elmaradt             | elmaradt             | elmaradt                |
| 1976        | Onny Parun           | Cliff Drysdale       | 7-6, 6-3                |